# Kunice (Moravia meridionale)
Kunice (in tedesco Kunitz) è un comune della Repubblica Ceca facente parte del distretto di Blansko, in Moravia Meridionale.